# Chrysosoma disjunctum
Chrysosoma disjunctum är en tvåvingeart som beskrevs av Octave Parent 1936. Chrysosoma disjunctum ingår i släktet Chrysosoma och familjen styltflugor.
Artens utbredningsområde är Nigeria. Inga underarter finns listade i Catalogue of Life.